# تیرماهی‌های هند دور
تیرماهی‌های هند دور (نام علمی: Navigobius) نام یک سرده از زیرخانواده تیرماهی است.